# Hugo Capeto
Hugo Capeto (en francés Hugues Capet; Dourdan, c. 940 - «Les Juifs», lugar cerca de Prasville, Eure-et-Loir, 24 de octubre de 996), fue duque de los francos (960-987), posteriormente rey de los francos (987-996) y  primer soberano de la Casa de los Capetos. Hijo de Hugo el Grande y de su esposa Hedwige de Sajonia, fue heredero de la poderosa Casa Robertina, linaje que competía por el poder con las grandes familias aristocráticas de Francia en los siglos IX y X, y fundador de la dinastía capeta.
A finales del siglo X comienza una revolución económica y social que iba a llegar a su apogeo hacia el 1100. Los progresos agrícolas, el comienzo de los desbrozos y el aumento de la capacidad de intercambio que conllevó la introducción del dinar por los primeros carolingios, supusieron una dinámica económica aún tímida pero real. Al mismo tiempo, el fin de las invasiones y la continuidad de las guerras privadas conllevaron la construcción de los primeros castillos feudales donde podían encontrar refugio los campesinos. Al mismo tiempo, la nueva élite guerrera, los caballeros, entraron en competencia con la antigua aristocracia funcionarial carolingia. Para canalizar a estos recién llegados y para asegurar la protección de sus bienes, la aristocracia y la Iglesia sostuvieron y explotaron el movimiento de la paz de Dios. Es en este contexto donde Hugo Capeto pudo instaurar la dinastía capeta.
En principio se benefició de la obra política de su padre que logró contener las ambiciones de Heriberto II de Vermandois, además neutralizando el linaje. Sin embargo, esto no se pudo hacer sino ayudando a los carolingios a mantenerse, aunque de hecho estuvieron totalmente excluidos de la carrera por la corona desde la decadencia de Carlos el Simple. En 960, Hugo Capeto heredó el título de duque de los francos obtenido por su padre a cambio de la concesión de la corona a Luis IV de Ultramar. Pero, antes de lograr el poder, debió liberarse de la tutela de los otonianos y eliminar a los últimos carolingios. Con el apoyo de la Iglesia, y en particular del obispo Adalberón de Reims y de Gerberto de Aurillac, ambos próximos a la corte otoniana, fue finalmente elegido y consagrado rey de los francos en 987.
La relativa debilidad de Hugo Capeto era paradójicamente una ventaja para su elección por las otras grandes familias con el apoyo de los otonianos, ya que suponía poca amenaza a los ojos de los grandes vasallos y para las ambiciones imperiales. Sin embargo, si bien fue cierto que el nuevo rey no logró someter a sus indisciplinados vasallos, su reinado supuso una modificación de la concepción del reino y del rey. Así, Hugo Capeto se reconcilió con la Iglesia rodeándose sistemáticamente de los principales obispos y se acercó a la aristocracia aliándose con los grandes príncipes territoriales (el duque de Normandía o el conde de Anjou), lo que reforzó su trono. Conocemos la historia del primer Capeto principalmente gracias al monje erudito Richer de Reims.
La Francia occidentalis se encontraba definitivamente separada del Imperio y el primer Capeto, como sus sucesores, puso toda su energía en crear una dinastía continua, consolidando su poder sobre sus dominios y asociando al trono a su hijo Roberto II el Piadoso el día de Navidad del año 987. La corona fue, en efecto, transmitida a su hijo tras su muerte en 996. La casa de los capetos así fundada durará más de ocho siglos y dará origen a dinastías reales en España, Portugal, Brasil, Italia, Hungría y Polonia.

## La Francia de la Casa Robertina

### El reino y la sociedad en elsigloX

#### Geografía
El reino ocupaba la antigua Francia Occidental, cuyas fronteras fueron definidas en el tratado de Verdún de 843. Hugo fue soberano del reino de Francia, que ya no se llamaba “Francia occidentalis” desde la segunda mitad del s. X Los cuatro ríos (Escalda, Mosa, Saona y Ródano) constituían sus límites al norte y al este, separándolo del imperio otoniano. Al sur, los Pirineos no eran frontera, ya que el Condado de Barcelona formaba parte del reino. Por el contrario el principado (condado, reino o ducado según la fuente) de Bretaña no formaba parte del mismo. Finalmente, el trazado de las costas era muy diferente del actual, ya que los golfos no estaban colmados, en particular el de Bahía de Arcachón y el golfo de Saint-Omer, y las desembocaduras de los ríos evolucionaban aún. Se tratase de Charente o del Flandes marítimo, la costa firme estaba lejos del interior de las tierras actuales «precedidas por inmensas marismas, frecuentemente invadidas por el mar».

#### Génesis de una renovación económica

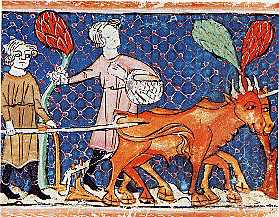
Campesinos en los campos. Códice iluminado medieval. Biblioteca real de El Escorial, Madrid,.

Alrededor del año 1000 comenzó una renovación económica que tuvo su apogeo en los siglos XII y XIII. Desde mediados del siglo X, se dio una primera fase de crecimiento agrario. Parece como si «la angustia del hambre» hubiese impulsado a los campesinos a producir más y mejor. Así, los campesinos se adaptaron: mejor conocimiento del suelo, adaptación de los trabajos según el medio, evolución del método de tiro (collera y herradura) y desarrollo de la micro-hidráulica (foso de drenaje e irrigación).
La acuñación de la moneda de plata y su homogeneización por los primeros carolingios desencadenó un auténtico cambio económico que dio sus frutos con el fin de las invasiones. Más idónea que la moneda de oro heredada de la Antigüedad, que solo era conveniente para transacciones muy onerosas, el dinar de plata permitió la introducción de millones de productos y de consumidores en el circuito comercial. Los campesinos comenzaron a poder vender sus excedentes y por lo tanto se interesaron en producir más de lo que les era necesario para la subsistencia y para pagar los derechos señoriales. Este fenómeno se confirma por la proliferación de mercados y talleres de acuñación de moneda en occidente desde el S. IX. En ciertos casos, los propietarios, eclesiásticos o laicos, proveyeron de arados, invirtieron en equipamiento mejorando la producción: molinos de agua reemplazando molinos de mano, presas de aceite o de vino (reemplazando la pisa), etc. El redescubrimiento de la capacidad de la energía hidráulica, superior a la animal o humana, permitió una productividad sin comparación con la disponible en la Alta Edad Media y comparable a la de los Romanos que ya utilizaron molinos de agua instalados en serie junto a colinas o montañas. Cada muela de un molino de agua podía moler ciento cincuenta kilogramos de harina por hora, lo que equivalía al trabajo de cuarenta esclavos.
Los rendimientos de las tierras cultivadas pudieron llegar hasta a cinco o seis por uno. Este progreso liberó mano de obra para otras actividades. Pierre Bonnassie ha demostrado que, después de las hambrunas de 1005-1006 y de 1032-1033, la población cada vez estuvo menos expuesta a los desarreglos alimentarios y, en consecuencia, a las epidemias, disminuyendo la tasa de mortalidad. No deberíamos sobrestimar esta época de renovación económica y social, ya que el cambio está en sus comienzos y el campesinado es aún víctima de las malas cosechas, como, bajo el reinado de Roberto el Piadoso, donde asistimos, según Rodolfus Glaber, a hambrunas terribles donde el canibalismo fue común en determinadas regiones (1005-1006 y 1032-1033). El crecimiento demográfico y el aumento de la producción agrícola se entretejieron en un círculo virtuoso: Fueron la llave de la renovación medieval.
La sociedad carolingia se eclipsó progresivamente. Así, constatamos la desaparición de la esclavitud en el Mediodía en beneficio de los campesinos libres. Sin embargo, un nuevo poder se afirmó: el señor feudal. A partir de 990, la desaparición de las instituciones de la época precedente conlleva un nuevo uso, el de la «costumbre». En el siglo X, se trataba de derechos exigidos por el señor feudal y que ninguna autoridad superior podía contradecir. Sin embargo, el surgimiento de la caballería medieval no impidió el progreso técnico y el avance agrícola.

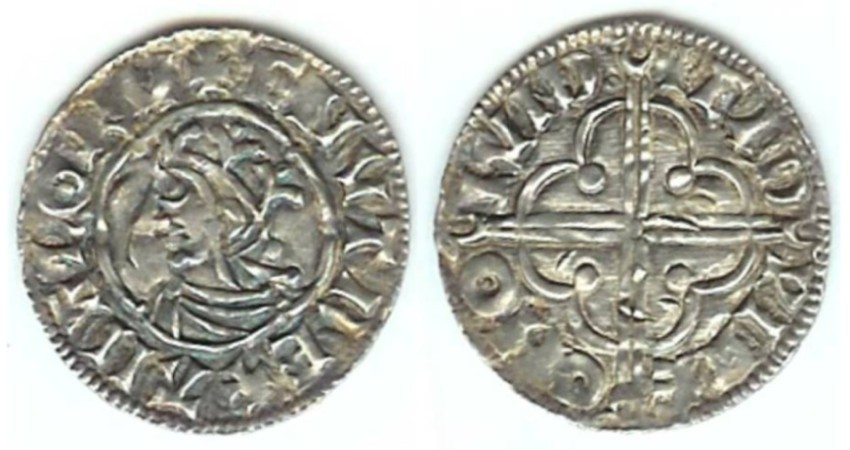
Dinar acuñado por los Vikingos

El dinar de plata fue uno de los principales motores del crecimiento económico desde el siglo IX. La debilidad del poder real conllevó la acuñación de moneda por numerosos obispos, señores y abades. Mientras que Carlos el Calvo contó con 26 talleres de acuñación de moneda, Hugo Capeto y Roberto el Piadoso solo tuvieron el de Laon. El reino de Hugo Capeto marcó el apogeo de la feudalización de la moneda, lo que produjo una disminución en la uniformidad del dinar y la aparición de la práctica de la reacuñación de la moneda en los mercados (fiándose del peso de la pieza para determinar el valor).
Por el contrario, estamos en un periodo donde el aumento de intercambios fue sostenido por el aumento del volumen de metal disponible. De hecho, la expansión hacia el este del imperio permitió a los otonianos explotar nuevos yacimiento de plata. El margen de maniobras de Roberto el Piadoso era débil y la práctica del recorte o de cambio de las monedas conllevaba devaluaciones perjudiciales.

#### Renovación espiritual

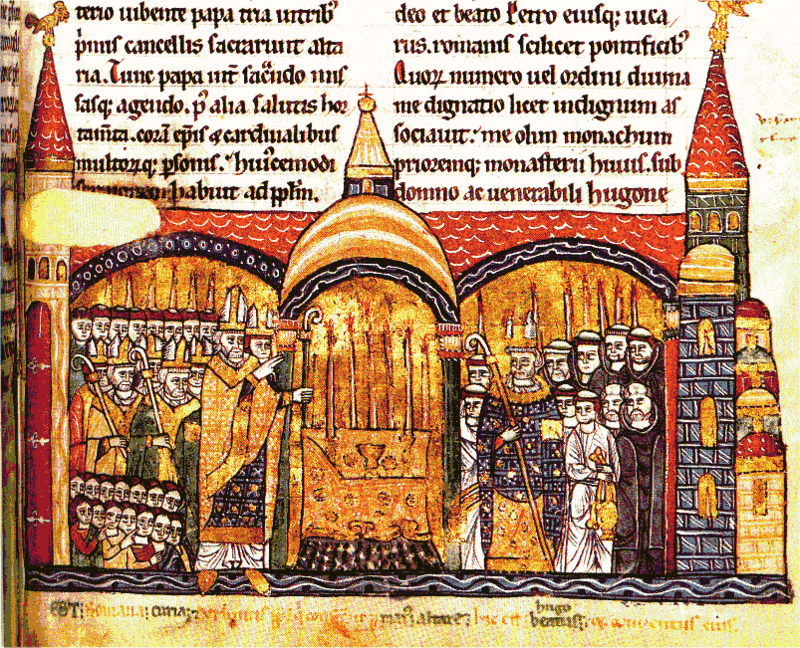
Consagración de Cluny III por el Papa Urbano II. Biblioteca Nacional de Francia,.

La iglesia no se libró de los desórdenes del s. IX y X. Cargos de abades parroquiales o eclesiásticos, fueron dados a laicos para formar clientelas y la disciplina monástica se relajó; el nivel cultural de los curas bajó a mediocre. En contraposición los pocos monasterios que conservaron una conducta irreprochable adquirieron una gran autoridad moral. Estos monasterios íntegros recibieron numerosos donaciones para lograr de los priores la absolución, particularmente postmortem. La elección de los abades se orientó cada vez más hacia hombres de gran integridad y algunos como Guillermo I de Tolosa llegaron incluso a dar autonomía e inmunidad a los monasterios que eligieron a su abad. Fue el caso de abadía de Gorze, Gérard de Brogne o Cluny. Otros monasterios utilizaron falsos certificados de inmunidad para adquirir la autonomía.
Entre ellos, Cluny vivió el desarrollo y la influencia más importante. Bajo la dirección de abades dinámicos como Odón, Maïeul — amigo personal de Hugo Capeto — o también Odilón, la abadía arrastró a otros monasterios con los que existía una unión, y formó pronto una orden muy poderosa (en 994, la orden de Cluny contaba ya treinta y cuatro conventos). La otra gran fuerza de Cluny fue el reclutar una buena parte de sus miembros y particularmente sus abades en la alta aristocracia.
Estos monasterios eran la punta de lanza de un profundo movimiento de reforma monástica. Su obra moralizadora tocó pronto todos los niveles de la sociedad. En particular, buscó llevar a los caballeros hacia el movimiento de la Paz de Dios tras la Tregua de Dios. Ese movimiento, muy influyente, impulsó la creación de Estados estables y en paz. Esos reformadores tenían como modelo el Imperio Carolingio que sostuvo la reforma benedictina, la fundación de numerosas abadías y su desarrollo espiritual, se apoyaron durante mucho tiempo sobre la Iglesia para gobernar. El aumento del poder de los otonianos les dio la ocasión de trabajar para la reconstitución de un imperio universal. Hugo Capeto, abad laico pero sostenedor activo de la reforma, era un candidato ideal para ocupar el trono de Francia ya que también se le consideraba sin poder suficiente para escapar de la influencia de los otonianos.

#### «Mutación feudal»
El contexto histórico es el del “cambio feudal”. Este concepto que Georges Duby sitúa alrededor del año mil, lo que es discutido por Dominique Barthélemy para quien esta evolución se desarrolló durante varios siglos.
El Imperio carolingio se desintegraba desde mediados del s. IX. Al parar la expansión territorial, los emperadores no disponían de nuevas tierras o cargos para retribuir a sus vasallos y no tenían por tanto más sujeción sobre ellos. Poco a poco, deben concederles la transmisión hereditaria de tierras y de cargas, y después una autonomía cada vez mayor. Por otro lado, en el plano militar, las huestes carolingias poderosas pero lentas de reunir se mostraban incapaces de responder a las correrías vikingas o sarracenas caracterizadas por su gran movilidad. Los castillos de madera o mottes castrales aparecieron alrededor del año mil entre el Loira y el Rin. Esto responde a la lógica de una sociedad medieval que evolucionaba: a partir de 980, el reino de los francos se vio sacudido por la «revolución aristocrática» viendo los campos cubrirse de fortalezas primitivas de madera.

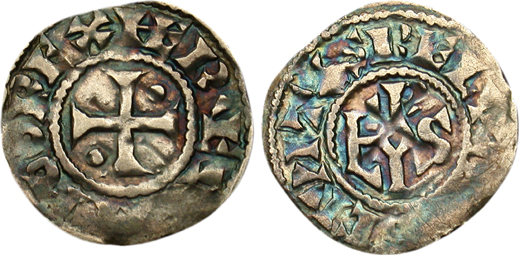
Dinar de Hugo Capeto para Beauvais

Alrededor de ellas surgieron nuevas costumbres (“malos usos”). Los antiguos pagi carolingios fueron eclipsados por un nuevo resorte territorial fundado sobre el territorio del castillo (districtus). Los castillos (les mottes) inicialmente concebidos como refugios, se convirtieron en signo de autoridad, de desarrollo económico y de expansión territorial.
La historia romántica del s. XIX describía una «anarquía generalizada» y una Francia «erizada» de castillos alrededor del año mil. Actualmente se ha matizado mucho este fenómeno ya que, desde un principio, las autoridades intentaron regular la construcción de castillos. Se han conservado actas que revelan esta voluntad de prohibir las construcciones fortificadas: El Capitulaire de Pîtres (864) o también las Consuetudines et Justicie normandas (1091). Pero, en esos tiempos de invasiones y de guerras privadas continuas, los habitantes se fueron agrupando en las proximidades del castillo, lo que legitimaba al castellano en el ejercicio de los derechos feudales: Se habla de incastellamento en el mediodía y de encellulement en el Norte de Francia.
Desde entonces, esta nueva élite guerrera que se apoyaba en sus castillos entró en conflicto de intereses con la aristocracia y la iglesia cuyos ingresos dependían de la economía del campesinado. Condes, obispos y abades que pertenecían a grandes linajes aristocráticos debieron reaccionar para frenar sus ambiciones, que conllevaban numerosas guerras privadas y pillajes. Estos representantes de las grandes familias explotaron y propagaron el movimiento de la paz de Dios, nacido de la exasperación del campesinado y del clero sometidos a las arbitrariedades de los hombres en armas (milites). La codificación y la moralización de la conducta de los caballeros sobre criterios religiosos conllevó la elaboración, por el obispo Adalberón de Laon, de una sociedad dividida en tres órdenes sociales: Aquellos que trabajan (laboratores), aquellos que rezan (oratores) y aquellos que combaten (bellatores).
En fin, a pesar de la descentralización del poder, el rey conservó su autoridad política. Es una época de reivindicación de tierras y de cargos; el homenaje rendido al soberano permitía oficializar la propiedad. El rey, que es sagrado, conserva un papel arbitral que le permitirá aguantar el siglo X. En el siglo XI, aún será puesta en cuestión su autoridad por ciertos príncipes (condes de Blois, conde de Vermandois).

### La Casa Robertina
Desde el fin del siglo IX, la política real no podía hacerse sin contar con los descendientes de Roberto el Fuerte, de entre los que formaba parte Hugo Capeto. El objetivo de la corona era convertirse en electiva, las mayores familias del reino se la disputaban. La Casa Robertina se aprovechó de la juventud y después de la decadencia de Carlos el Simple para subir al trono. Eudes I o Roberto I, respectivamente tío-abuelo y abuelo de Hugo Capeto, fueron rey de los francos (888–898 y 922–923).
Sin embargo, su padre Hugo el Grande se enfrentó al poder en ascenso de Heriberto de Vermandois quien controla torre por torre el Vexin, la Champagne y Laon, además el arzobispo de Reims es su hijo Hugo y se alió al emperador Enrique I el Pajarero. La Casa Robertina, que ya había debido renunciar a la corona en 923 en beneficio de Raúl de Borgoña, por falta de heredero varón capaz de dirigir su principado, sube al trono en 936 al joven carolingio Luis IV, sin embargo refugiado junto a su tío en Inglaterra después de la decadencia de su padre Carlos el Simple y desprovisto de toda posesión en Francia, subrayando que sería ilegítimo impulsar hacia el trono a alguien salido de un linaje diferente al de Carlomagno.
Esta maniobra le permitió sin embargo convertirse en el personaje más poderoso en la Francia de la primera mitad del siglo X: a su advenimiento, Luis IV le da el título de dux Francorum (duque de los francos), lo que anunciaba nuevamente el título real. El rey lo calificaba oficialmente (puede que bajo presión) como «el segundo después de nos en todos nuestros reinos». Ganó más poder aun cuando su gran rival Heriberto de Vermandois murió en 943, ya que entonces su poderoso principado fue dividido entre sus cuatro hijos.

Mapa 1: El reino de Francia en tiempos de los últimos carolingios. Según L. Theis, L'Héritage des Charles, Seuil, París, 1990, p. 168.

Hugo el Grande dominaba entonces numerosos territorios entre Orléans-Senlis y Auxerre-Sens, mientras que el soberano carolingio estaba más bien replegado al noreste de París (Compiègne, Laon, Soissons) (mapa 1). Finalmente, el duque de los francos dirigió obispados y abadías como las de Marmoutier (cerca de Tours), de Fleury-sur-Loire (cerca de Orléans) y de Saint-Denis. También fue abad laico de la colegiata de la San-Martín de Tours por la que Hugo el Grande y sobre todo su hijo Hugo «Capeto» puede ser que heredaran su apodo en referencia a la cappa (la 'capa' de san Martín) conservada como reliquia en ese lugar.
Su poder proviene también de sus alianzas: Hugo el Grande se casó una primera vez con la hermana de Athelstan, uno de los más poderoso soberanos de Occidente de principios del siglo X después de que hubiese echado a los vikingos del Danelaw. Cuando Otón I al restaurar el Imperio se convirtió en la primera potencia de Europa, Hugo el Grande se casó con su hermana. Sin embargo, el poder que debía heredar Hugo Capeto tenía sus límites: sus vasallos eran lo suficientemente poderosos por sí mismos como para tener una gran autonomía y jugar a una política de equilibrio entre carolingios y la Casa Robertina.

#### Heredero de Hugo el Grande

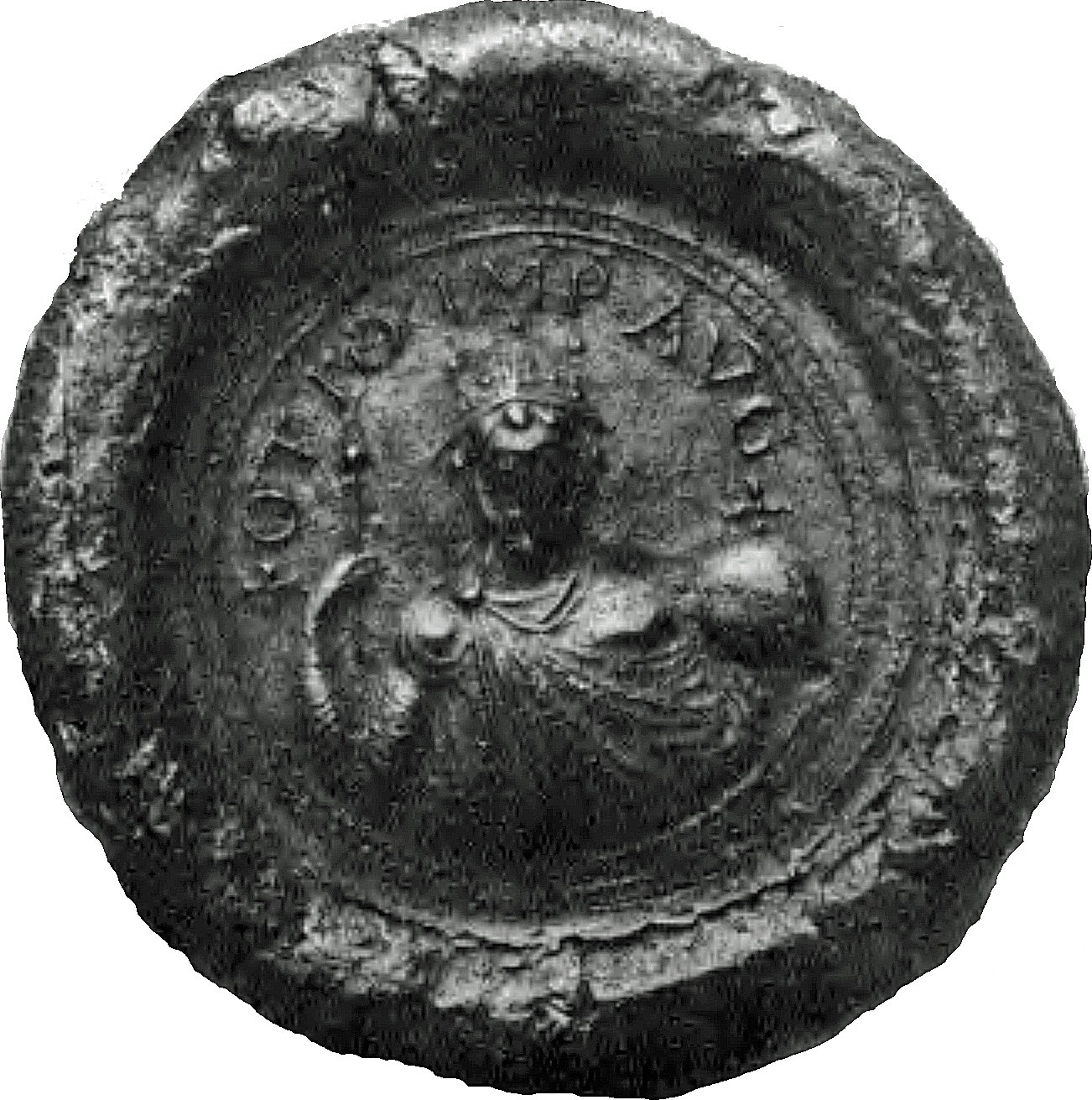
Sello imperial de Otón I, 968.

#### Unos comienzos difíciles

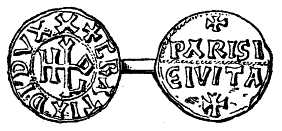
Moneda de Hugo Capeto, «duque por la gracia de Dios» (Dux Dei Gratia), taller de París (Parisi Civita), fines del.

#### El papel del arzobispo de Reims

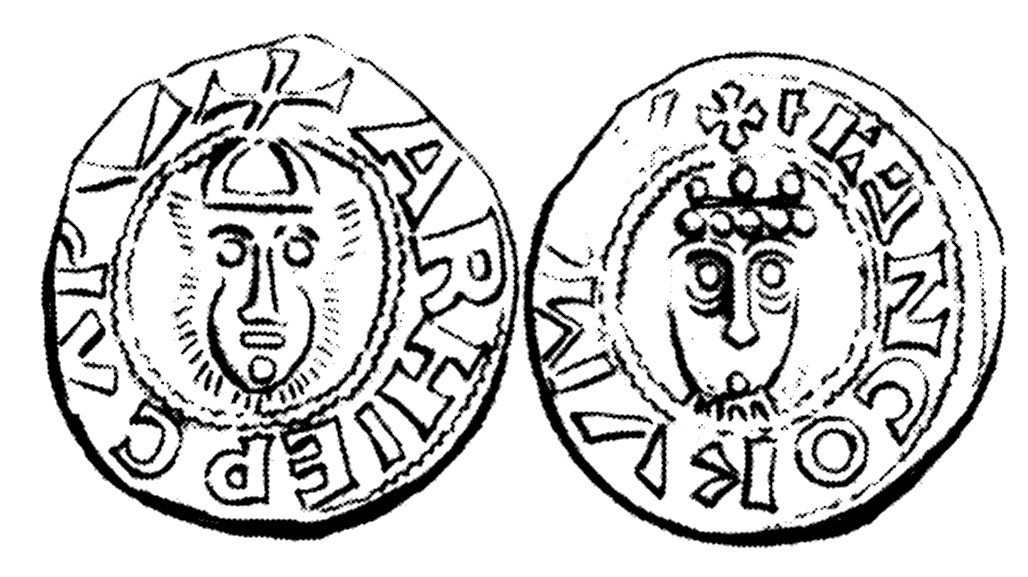
Moneda anónima atribuible a Reims y al arzobispo Gerberto de Aurillac o a Arnoul, finales del

#### El fracaso de Lotario (979-986)

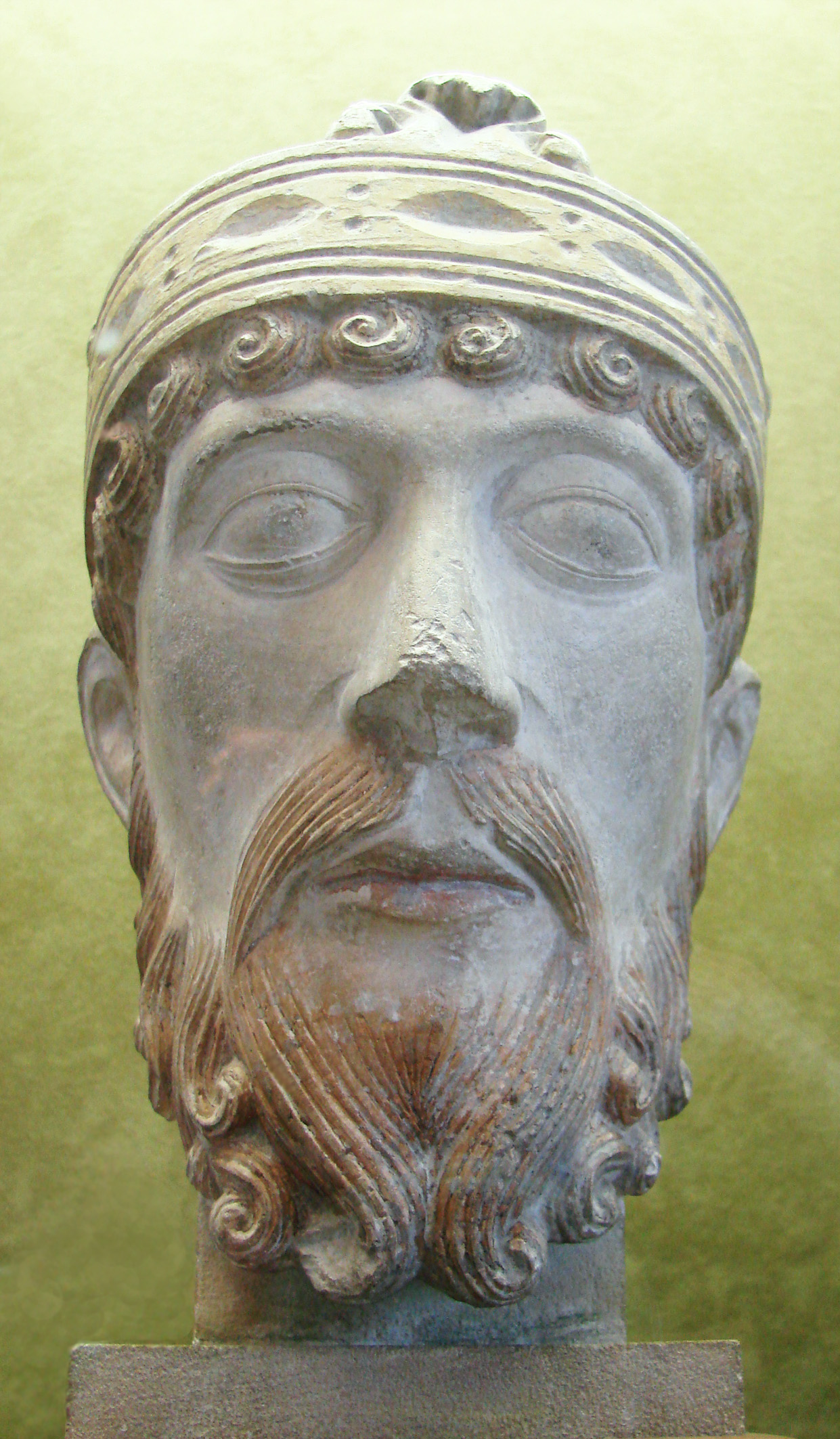
Cabeza de Lotario, escultura del, Museo San Remigio de Reims.

#### Roberto II el Piadoso, asociado a la corona

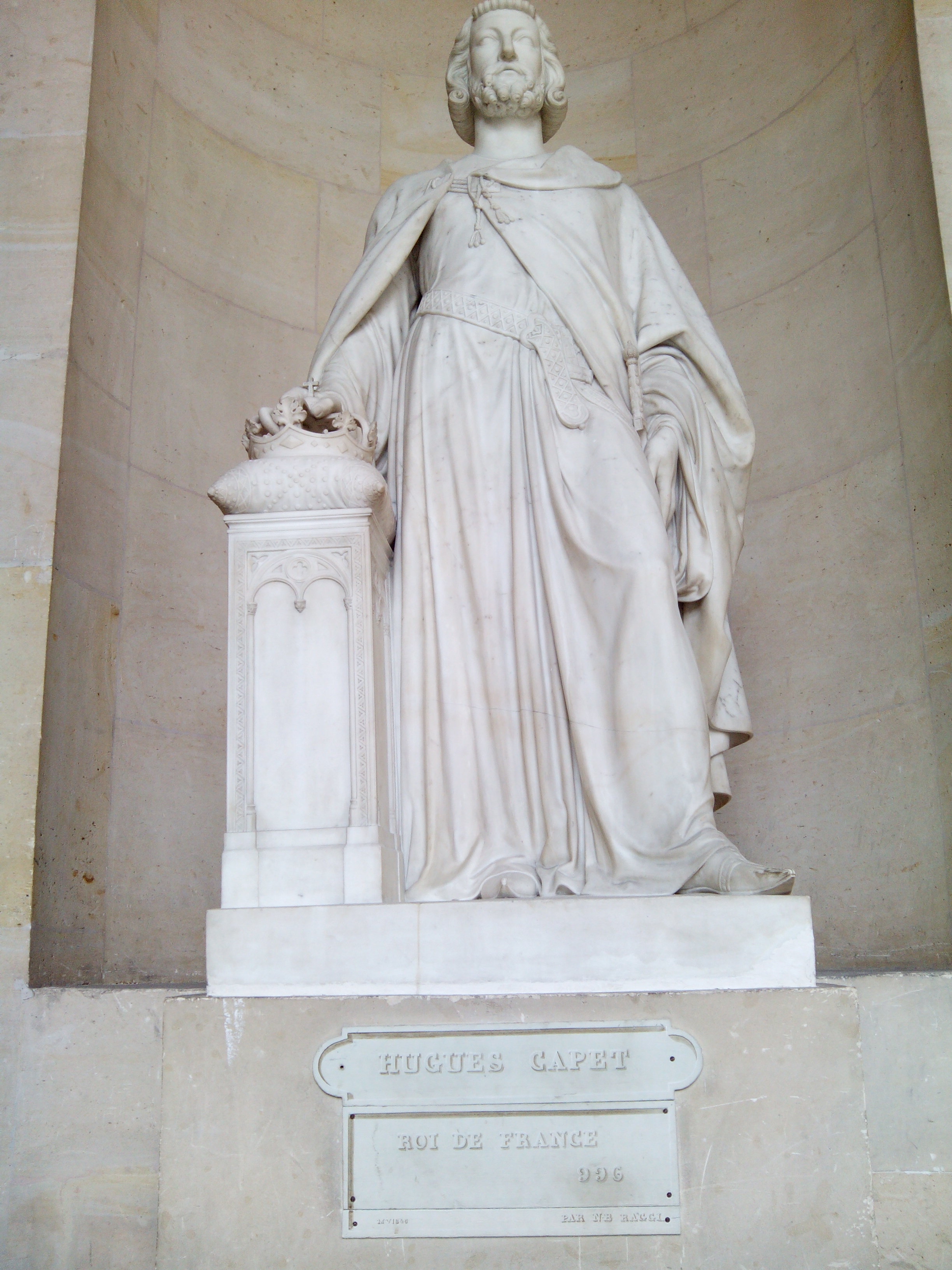
Estatua de Hugo Capeto en el Palacio de Versalles.

## Biografía